# Гюлхански хатишериф
Гюлханският хатишериф е султански указ (наречен още и първият акт на Танзимата), издаден от султан Абдул Меджид (1839-1861) и обнародван на 3 ноември 1839 г.
През 1838 г. в Османската империя е назначена комисия начело с реформатора Мустафа Решид паша, която трябвало да подготви проект за реформи с цел европеизацията на Османската империя. Подготвеният указ, т. нар. Гюлхански хатишериф (Хат-и-шериф – букв. честно писмо), е обявен тържествено на 3 ноември 1839 г. в присъствието на султан Абдул Меджид в т.нар. Павилион на розите (Гюлхане) на султанския дворец Топкапъ сарай.
Хатишерифът провъзгласява:
- равноправие на всички поданици на империята, независимо от тяхната националност и вероизповедание;
- свобода на религията;
- гарантира неприкосновеността на живота, честта и имуществото им;
- право на съдебен процес на основата на закона, недопускащ наказание без присъда;
- справедливо разпределение и събиране на данъците, включващо и отмяна на илтизама – системата на откупуване на данъците;
- нов начин на организиране на войската, както и ликвидиране на произвола.

Гюлханският хатишериф е преведен на български език от Неофит Рилски и публикуван през 1841 г. в Букурещ.
Общото име на планираните реформи – „танзимат-и хаирийе“ (благотворни наредби), дава името на епохата на реформи – Танзимат. Следващият реформаторски акт в духа на френския либерализъм е така нареченият Хатихумаюн от 18 февруари 1856 година.